# Daniel Calvo
Daniel Calvo (Sucre, 18 de septiembre de 1832 - La Paz, 16 de junio de 1880) fue un abogado, periodista, poeta y político.
Publicó composiciones poéticas en periódicos y revistas de la época. También fue redactor de El Porvenir, El Siglo, La Causa de Septiembre y otros periódicos y revistas. Fue en varias oportunidades representante nacional y Ministro de Estado. Fue uno de los más notables parlamentarios de la Convención de 1880. Murió cuando ejercía la Presidencia de la Convención Nacional.
- Datos: Q5798186